# میکائیل یونگر
میکائیل یونگر (انگلیسی: Mikael Jungner؛ زادهٔ ۲۰ آوریل ۱۹۶۵) سیاستمدار، و فعال تجاری اهل فنلاند است. او دبیر سابق حزب سوسیال دموکرات فنلاند، عضو پارلمان فنلاند و مدیر عامل سابق شبکه ملی پخش فنلاند اوله است.
یونگر در ساحل غربی فنلاند در شهر واسا بزرگ شد.